# WTA-seizoen 2010
Het WTA-seizoen in 2010 bestond uit de internationale tennistoernooien die door de WTA werden georganiseerd in het kalenderjaar 2010. In het onderstaande overzicht zijn voor de overzichtelijkheid ook de grandslamtoernooien, de Fed Cup en de Hopman Cup toegevoegd, hoewel deze door de ITF werden georganiseerd.

## Legenda
| Grandslamtoernooien        |
| Eindejaarskampioenschappen |
| Premier Mandatory          |
| Premier Five               |
| Premier                    |
| International              |
| Toernooien voor teams      |

### Codering
De codering voor het aantal deelnemers is als volgt:
"128S/96Q/64D/32X" betekent:
- 128 deelnemers aan hoofdtoernooi vrouwenenkelspel (S)
- 96 aan het vrouwenkwalificatietoernooi (Q)
- 64 koppels in het vrouwendubbelspel (D)
- 32 koppels in het gemengd dubbelspel (X)

Alle toernooien werden in principe buiten gespeeld, tenzij anders vermeld.
RR = groepswedstrijden ("Round Robin"), (i) = indoor

## WTA-toernooikalender

### Januari
| Week van              | Toernooi | Winnaar                                              | Verliezend finalist                              | Uitslag finale   | Details |
| --------------------- | --- | ---------------------------------------------------- | ------------------------------------------------ | ---------------- | ------- |
| 4 januari             | Hopman Cup Perth, Australië Hopman Cup AU$1.000.000 - hardcourt (i) - 8 gemengde teams (RR)                      | Spanje – María José Martínez Sánchez – Tommy Robredo | Verenigd Koninkrijk – Laura Robson – Andy Murray | 2-1              | details |
| 4 januari             | Brisbane International Brisbane, Australië WTA International Tournaments $220.000 - hardcourt - 32S/32Q/16D      | Kim Clijsters                                        | Justine Henin                                    | 6-3, 4-6, 7-6    | details |
| 4 januari             | Brisbane International Brisbane, Australië WTA International Tournaments $220.000 - hardcourt - 32S/32Q/16D      | Andrea Hlaváčková Lucie Hradecká                     | Melinda Czink Arantxa Parra Santonja             | 2-6, 7-6, [10-4] | details |
| 4 januari             | ASB Classic Auckland, Nieuw-Zeeland WTA International Tournaments $220.000 - hardcourt - 32S/32Q/16D             | Yanina Wickmayer                                     | Flavia Pennetta                                  | 6–3, 6–2         | details |
| 4 januari             | ASB Classic Auckland, Nieuw-Zeeland WTA International Tournaments $220.000 - hardcourt - 32S/32Q/16D             | Cara Black Liezel Huber                              | Natalie Grandin Laura Granville                  | 7–6, 6–2         | details |
| 11 januari            | Medibank International Sydney Sydney, Australië WTA Premier Tournaments $600.000 - hardcourt - 30S/32Q/16D       | Jelena Dementjeva                                    | Serena Williams                                  | 6–3, 6–2         | details |
| 11 januari            | Medibank International Sydney Sydney, Australië WTA Premier Tournaments $600.000 - hardcourt - 30S/32Q/16D       | Cara Black Liezel Huber                              | Tathiana Garbin Nadja Petrova                    | 6-1, 3-6, [10-3] | details |
| 11 januari            | Moorilla Hobart International Hobart, Australië WTA International Tournaments $220.000 - hardcourt - 32S/32Q/16D | Aljona Bondarenko                                    | Shahar Peer                                      | 6–2, 6–4         | details |
| 11 januari            | Moorilla Hobart International Hobart, Australië WTA International Tournaments $220.000 - hardcourt - 32S/32Q/16D | Chuang Chia-jung Květa Peschke                       | Chan Yung-jan Monica Niculescu                   | 3-6, 6-3, [10-7] | details |
| 18 januari 25 januari | Australian Open Melbourne, Australië Grand slam A$21.400.000 - hardcourt - 128S/96Q/64D/32X                      | Serena Williams                                      | Justine Henin                                    | 6-4, 3-6, 6-2    | details |
| 18 januari 25 januari | Australian Open Melbourne, Australië Grand slam A$21.400.000 - hardcourt - 128S/96Q/64D/32X                      | Venus Williams Serena Williams                       | Cara Black Liezel Huber                          | 6-4, 6-3         | details |
| 18 januari 25 januari | Australian Open Melbourne, Australië Grand slam A$21.400.000 - hardcourt - 128S/96Q/64D/32X                      | Cara Black Leander Paes                              | Jekaterina Makarova Jaroslav Levinský            | 7-5, 6-3         | details |

### Februari
| Week van    | Toernooi | Winnaar                                                                                      | Verliezend finalist                       | Uitslag finale   | Details |
| ----------- | --- | -------------------------------------------------------------------------------------------- | ----------------------------------------- | ---------------- | ------- |
| 1 februari  | Fed Cup (eerste ronde) | Italië 4–1 Oekraïne Tsjechië 3–2 Duitsland Rusland 3–2 Servië Verenigde Staten 4–1 Frankrijk |                                           |                  | details |
| 8 februari  | Open GDF Suez Parijs, Frankrijk WTA Premier Tournaments $700.000 - hardcourt (i) - 30S/32Q/16D                                                                | Jelena Dementjeva                                                                            | Lucie Šafářová                            | 6-7, 6-1, 6-4    | details |
| 8 februari  | Open GDF Suez Parijs, Frankrijk WTA Premier Tournaments $700.000 - hardcourt (i) - 30S/32Q/16D                                                                | Iveta Benešová Barbora Záhlavová-Strýcová                                                    | Cara Black Liezel Huber                   | walk-over        | details |
| 8 februari  | PTT Pattaya Open Pattaya, Thailand WTA International Tournaments $220.000 - hardcourt - 32S/32Q/16D                                                           | Vera Zvonarjova                                                                              | Tamarine Tanasugarn                       | 6-4, 6-4         | details |
| 8 februari  | PTT Pattaya Open Pattaya, Thailand WTA International Tournaments $220.000 - hardcourt - 32S/32Q/16D                                                           | Marina Erakovic Tamarine Tanasugarn                                                          | Anna Tsjakvetadze Ksenija Pervak          | 7-5, 6-1         | details |
| 15 februari | Dubai Tennis Championships Dubai, Verenigde Arabische Emiraten WTA Premier Five Tournaments $2.000.000 - hardcourt - 56S/32Q/28D                              | Venus Williams                                                                               | Viktoryja Azarenka                        | 6-3, 7-5         | details |
| 15 februari | Dubai Tennis Championships Dubai, Verenigde Arabische Emiraten WTA Premier Five Tournaments $2.000.000 - hardcourt - 56S/32Q/28D                              | Nuria Llagostera Vives María José Martínez Sánchez                                           | Květa Peschke Katarina Srebotnik          | 7-6, 6-4         | details |
| 15 februari | Regions Morgan Keegan Championships and the Cellular South Cup Memphis, Verenigde Staten WTA International Tournaments $220.000 - hardcourt (i) - 32S/32Q/16D | Maria Sjarapova                                                                              | Sofia Arvidsson                           | 6-2, 6-1         | details |
| 15 februari | Regions Morgan Keegan Championships and the Cellular South Cup Memphis, Verenigde Staten WTA International Tournaments $220.000 - hardcourt (i) - 32S/32Q/16D | Vania King Michaëlla Krajicek                                                                | Bethanie Mattek-Sands Meghann Shaughnessy | 7-5, 6-2         | details |
| 15 februari | Copa BBVA-Colsanitas Bogota, Colombia WTA International Tournaments $220.000 - gravel - 32S/32Q/16D                                                           | Mariana Duque Mariño                                                                         | Angelique Kerber                          | 6-4, 6-3         | details |
| 15 februari | Copa BBVA-Colsanitas Bogota, Colombia WTA International Tournaments $220.000 - gravel - 32S/32Q/16D                                                           | Gisela Dulko Edina Gallovits                                                                 | Olha Savtsjoek Anastasija Jakimava        | 6-2, 7-6         | details |
| 22 februari | Abierto Mexicano Telcel Acapulco, Mexico WTA International Tournaments $220.000 - gravel - 32S/32Q/16D                                                        | Venus Williams                                                                               | Polona Hercog                             | 2-6, 6-2, 6-3    | details |
| 22 februari | Abierto Mexicano Telcel Acapulco, Mexico WTA International Tournaments $220.000 - gravel - 32S/32Q/16D                                                        | Polona Hercog Barbora Záhlavová-Strýcová                                                     | Sara Errani Roberta Vinci                 | 2-6, 6-1, [10-2] | details |
| 22 februari | Malaysia Classic Kuala Lumpur, Maleisië WTA International Tournaments $220.000 - hardcourt (i) - 32S/32Q/16D                                                  | Alisa Klejbanova                                                                             | Jelena Dementjeva                         | 6-3, 6-2         | details |
| 22 februari | Malaysia Classic Kuala Lumpur, Maleisië WTA International Tournaments $220.000 - hardcourt (i) - 32S/32Q/16D                                                  | Chan Yung-jan Zheng Jie                                                                      | Anastasia Rodionova Arina Rodionova       | 6-7, 6-2, [10-7] | details |

### Maart
| Week van          | Toernooi | Winnaar                                   | Verliezend finalist            | Uitslag finale   | Details |
| ----------------- | --- | ----------------------------------------- | ------------------------------ | ---------------- | ------- |
| 1 maart           | Monterrey Open Monterrey, Mexico WTA International Tournaments $220.000 - hardcourt - 32S/32Q/16D                      | Anastasija Pavljoetsjenkova               | Daniela Hantuchová             | 1-6, 6-1, 6-0    | details |
| 1 maart           | Monterrey Open Monterrey, Mexico WTA International Tournaments $220.000 - hardcourt - 32S/32Q/16D                      | Iveta Benešová Barbora Záhlavová-Strýcová | Anna-Lena Grönefeld Vania King | 3-6, 6-4, [10-8] | details |
| 8 maart 15 maart  | BNP Paribas Open Indian Wells, Verenigde Staten WTA Premier Mandatory Tournaments $4.500.000 - hardcourt - 96S/48Q/32D | Jelena Janković                           | Caroline Wozniacki             | 6-2, 6-4         | details |
| 8 maart 15 maart  | BNP Paribas Open Indian Wells, Verenigde Staten WTA Premier Mandatory Tournaments $4.500.000 - hardcourt - 96S/48Q/32D | Květa Peschke Katarina Srebotnik          | Nadja Petrova Samantha Stosur  | 6-4, 2-6, [10-5] | details |
| 22 maart 29 maart | Sony Ericsson Open Miami, Verenigde Staten WTA Premier Mandatory Tournaments $4.500.000 - hardcourt - 96S/48Q/32D      | Kim Clijsters                             | Venus Williams                 | 6-2, 6-1         | details |
| 22 maart 29 maart | Sony Ericsson Open Miami, Verenigde Staten WTA Premier Mandatory Tournaments $4.500.000 - hardcourt - 96S/48Q/32D      | Gisela Dulko Flavia Pennetta              | Nadja Petrova Samantha Stosur  | 6-4, 3-6, [10-7] | details |

### April
| Week van | Toernooi | Winnaar                                          | Verliezend finalist                  | Uitslag finale   | Details |
| -------- | --- | ------------------------------------------------ | ------------------------------------ | ---------------- | ------- |
| 5 april  | MPS Group Championships Ponte Vedra Beach, Verenigde Staten WTA International Tournaments $220.000 - gravel - 32S/32Q/16D | Caroline Wozniacki                               | Volha Havartsova                     | 6-2, 7-5         | details |
| 5 april  | MPS Group Championships Ponte Vedra Beach, Verenigde Staten WTA International Tournaments $220.000 - gravel - 32S/32Q/16D | Bethanie Mattek-Sands Yan Zi                     | Chuang Chia-jung Peng Shuai          | 4-6, 6-4, [10-8] | details |
| 5 april  | Andalucia Tennis Experience Marbella, Spanje WTA International Tournaments $220.000 - gravel - 32S/32Q/16D                | Flavia Pennetta                                  | Carla Suárez Navarro                 | 6-2, 4-6, 6-3    | details |
| 5 april  | Andalucia Tennis Experience Marbella, Spanje WTA International Tournaments $220.000 - gravel - 32S/32Q/16D                | Sara Errani Roberta Vinci                        | Maria Kondratjeva Jaroslava Sjvedova | 6-4, 6-2         | details |
| 12 april | Family Circle Cup Charleston, Verenigde Staten WTA Premier Tournaments $700.000 - gravel - 56S/32Q/16D                    | Samantha Stosur                                  | Vera Zvonarjova                      | 6-0, 6-3         | details |
| 12 april | Family Circle Cup Charleston, Verenigde Staten WTA Premier Tournaments $700.000 - gravel - 56S/32Q/16D                    | Liezel Huber Nadja Petrova                       | Vania King Michaëlla Krajicek        | 6-3, 6-4         | details |
| 12 april | Barcelona Ladies Open Barcelona, Spanje WTA International Tournaments $220.000 - gravel - 32S/32Q/16D                     | Francesca Schiavone                              | Roberta Vinci                        | 6-1, 6-1         | details |
| 12 april | Barcelona Ladies Open Barcelona, Spanje WTA International Tournaments $220.000 - gravel - 32S/32Q/16D                     | Sara Errani Roberta Vinci                        | Timea Bacsinszky Tathiana Garbin     | 6-1, 3-6, [10-2] | details |
| 19 april | Fed Cup (halve finale) | Italië 5–0 Tsjechië Verenigde Staten 3–2 Rusland |                                      |                  | details |
| 26 april | Porsche Tennis Grand Prix Stuttgart, Duitsland WTA Premier Tournaments $700.000 - gravel (i) - 30S/32Q/16D                | Justine Henin                                    | Samantha Stosur                      | 6-4, 2-6, 6-1    | details |
| 26 april | Porsche Tennis Grand Prix Stuttgart, Duitsland WTA Premier Tournaments $700.000 - gravel (i) - 30S/32Q/16D                | Gisela Dulko Flavia Pennetta                     | Květa Peschke Katarina Srebotnik     | 3-6, 7-6, [10-5] | details |
| 26 april | Grand Prix SAR La Princesse Lalla Meryem Fez, Marokko WTA International Tournaments $220.000 - gravel - 32S/32Q/16D       | Iveta Benešová                                   | Simona Halep                         | 6-4, 6-2         | details |
| 26 april | Grand Prix SAR La Princesse Lalla Meryem Fez, Marokko WTA International Tournaments $220.000 - gravel - 32S/32Q/16D       | Iveta Benešová Anabel Medina Garrigues           | Lucie Hradecká Renata Voráčová       | 6-3, 6-1         | details |

### Mei
| Week van      | Toernooi | Winnaar                                    | Verliezend finalist                                | Uitslag finale   | Details |
| ------------- | --- | ------------------------------------------ | -------------------------------------------------- | ---------------- | ------- |
| 3 mei         | Internazionali BNL d'Italia Rome, Italië WTA Premier Five Tournaments $2.000.000 - gravel - 56S/32Q/28D           | María José Martínez Sánchez                | Jelena Janković                                    | 7-6, 7-5         | details |
| 3 mei         | Internazionali BNL d'Italia Rome, Italië WTA Premier Five Tournaments $2.000.000 - gravel - 56S/32Q/28D           | Gisela Dulko Flavia Pennetta               | Nuria Llagostera Vives María José Martínez Sánchez | 6-4, 6-2         | details |
| 3 mei         | Estoril Open Estoril, Portugal WTA International Tournaments $220.000 - gravel - 32S/32Q/16D                      | Anastasija Sevastova                       | Arantxa Parra Santonja                             | 6-2, 7-5         | details |
| 3 mei         | Estoril Open Estoril, Portugal WTA International Tournaments $220.000 - gravel - 32S/32Q/16D                      | Sorana Cîrstea Anabel Medina Garrigues     | Vitalia Djatsjenko Aurélie Védy                    | 6-1, 7-5         | details |
| 10 mei        | Mutua Madrileña Madrid Open Madrid, Spanje WTA Premier Mandatory Tournaments $4.500.000 - gravel - 60S/32Q/28D    | Aravane Rezaï                              | Venus Williams                                     | 6-2, 7-5         | details |
| 10 mei        | Mutua Madrileña Madrid Open Madrid, Spanje WTA Premier Mandatory Tournaments $4.500.000 - gravel - 60S/32Q/28D    | Serena Williams Venus Williams             | Gisela Dulko Flavia Pennetta                       | 6-2, 7-5         | details |
| 17 mei        | Warsaw Open Warschau, Polen WTA Premier Tournaments $600.000 - gravel - 30S/32Q/16D                               | Alexandra Dulgheru                         | Zheng Jie                                          | 6-3, 6-4         | details |
| 17 mei        | Warsaw Open Warschau, Polen WTA Premier Tournaments $600.000 - gravel - 30S/32Q/16D                               | Virginia Ruano Pascual Meghann Shaughnessy | Cara Black Yan Zi                                  | 6-3, 6-4         | details |
| 17 mei        | Internationaux de Strasbourg Straatsburg, Frankrijk WTA International Tournaments $220.000 - gravel - 32S/32Q/16D | Maria Sjarapova                            | Kristina Barrois                                   | 7-5, 6-1         | details |
| 17 mei        | Internationaux de Strasbourg Straatsburg, Frankrijk WTA International Tournaments $220.000 - gravel - 32S/32Q/16D | Alizé Cornet Vania King                    | Alla Koedrjavtseva Anastasia Rodionova             | 3-6, 6-4, [10-7] | details |
| 24 mei 31 mei | Roland Garros Parijs, Frankrijk Grand slam €16.807.400 - gravel - 128S/96Q/64D/32X                                | Francesca Schiavone                        | Samantha Stosur                                    | 6-4, 7-6         | details |
| 24 mei 31 mei | Roland Garros Parijs, Frankrijk Grand slam €16.807.400 - gravel - 128S/96Q/64D/32X                                | Serena Williams Venus Williams             | Květa Peschke Katarina Srebotnik                   | 6-2, 6-3         | details |
| 24 mei 31 mei | Roland Garros Parijs, Frankrijk Grand slam €16.807.400 - gravel - 128S/96Q/64D/32X                                | Katarina Srebotnik Nenad Zimonjić          | Jaroslava Sjvedova Julian Knowle                   | 4-6, 7-6, [11-9] | details |

### Juni
| Week van        | Toernooi                                                                                                  | Winnaar                                | Verliezend finalist                | Uitslag finale    | Details |
| --------------- | --- | -------------------------------------- | ---------------------------------- | ----------------- | ------- |
| 7 juni          | AEGON Classic Birmingham, Verenigd Koninkrijk WTA International Tournaments $220.000 - gras - 56S/32Q/16D | Li Na                                  | Maria Sjarapova                    | 7-5, 6-1          | details |
| 7 juni          | AEGON Classic Birmingham, Verenigd Koninkrijk WTA International Tournaments $220.000 - gras - 56S/32Q/16D | Cara Black Lisa Raymond                | Liezel Huber Bethanie Mattek-Sands | 6-3, 3-2, opg.    | details |
| 14 juni         | AEGON International Eastbourne, Verenigd Koninkrijk WTA Premier Tournaments $600.000 - gras - 32S/32Q/16D | Jekaterina Makarova                    | Viktoryja Azarenka                 | 7-6, 6-4          | details |
| 14 juni         | AEGON International Eastbourne, Verenigd Koninkrijk WTA Premier Tournaments $600.000 - gras - 32S/32Q/16D | Lisa Raymond Rennae Stubbs             | Květa Peschke Katarina Srebotnik   | 6-2, 2-6, [13-11] | details |
| 14 juni         | UNICEF Open Rosmalen, Nederland WTA International Tournaments $220.000 - gras - 32S/32Q/16D               | Justine Henin                          | Andrea Petković                    | 3-6, 6-3, 6-4     | details |
| 14 juni         | UNICEF Open Rosmalen, Nederland WTA International Tournaments $220.000 - gras - 32S/32Q/16D               | Alla Koedrjavtseva Anastasia Rodionova | Vania King Jaroslava Sjvedova      | 3-6, 6-3, [10-6]  | details |
| 21 juni 28 juni | Wimbledon Londen, Verenigd Koninkrijk Grand slam £6.862.500 - gras - 128S/96Q/64D/48X                     | Serena Williams                        | Vera Zvonarjova                    | 6-3, 6-2          | details |
| 21 juni 28 juni | Wimbledon Londen, Verenigd Koninkrijk Grand slam £6.862.500 - gras - 128S/96Q/64D/48X                     | Vania King Jaroslava Sjvedova          | Jelena Vesnina Vera Zvonarjova     | 7-6, 6-2          | details |
| 21 juni 28 juni | Wimbledon Londen, Verenigd Koninkrijk Grand slam £6.862.500 - gras - 128S/96Q/64D/48X                     | Leander Paes Cara Black                | Wesley Moodie Lisa Raymond         | 6-4, 7-6          | details |

### Juli
| Week van | Toernooi | Winnaar                                | Verliezend finalist                        | Uitslag finale   | Details |
| -------- | --- | -------------------------------------- | ------------------------------------------ | ---------------- | ------- |
| 5 juli   | GDF SUEZ Grand Prix Boedapest, Hongarije WTA International Tournaments $220.000 - gravel - 32S/32Q/16D            | Ágnes Szávay                           | Patty Schnyder                             | 6-2, 6-4         | details |
| 5 juli   | GDF SUEZ Grand Prix Boedapest, Hongarije WTA International Tournaments $220.000 - gravel - 32S/32Q/16D            | Timea Bacsinszky Tathiana Garbin       | Sorana Cîrstea Anabel Medina Garrigues     | 6-3, 6-3         | details |
| 5 juli   | Swedish Open Båstad, Zweden WTA International Tournaments $220.000 - gravel - 32S/32Q/16D                         | Aravane Rezaï                          | Gisela Dulko                               | 6-3, 4-6, 6-4    | details |
| 5 juli   | Swedish Open Båstad, Zweden WTA International Tournaments $220.000 - gravel - 32S/32Q/16D                         | Flavia Pennetta Gisela Dulko           | Renata Voráčová Barbora Záhlavová-Strýcová | 7-6, 6-0         | details |
| 12 juli  | Internazionali Femminili di Palermo Palermo, Italië WTA International Tournaments $220.000 - gravel - 32S/32Q/16D | Kaia Kanepi                            | Flavia Pennetta                            | 6-4, 6-3         | details |
| 12 juli  | Internazionali Femminili di Palermo Palermo, Italië WTA International Tournaments $220.000 - gravel - 32S/32Q/16D | Alberta Brianti Sara Errani            | Jill Craybas Julia Görges                  | 6-4, 6-1         | details |
| 12 juli  | ECM Prague Open Praag, Tsjechië WTA International Tournaments $220.000 - gravel - 32S/32Q/16D                     | Ágnes Szávay                           | Barbora Záhlavová-Strýcová                 | 6-2, 1-6, 6-2    | details |
| 12 juli  | ECM Prague Open Praag, Tsjechië WTA International Tournaments $220.000 - gravel - 32S/32Q/16D                     | Timea Bacsinszky Tathiana Garbin       | Monica Niculescu Ágnes Szávay              | 7-5, 7-6         | details |
| 19 juli  | Banka Koper Slovenia Open Portorož, Slovenië WTA International Tournaments $220.000 - hardcourt - 32S/32Q/16D     | Anna Tsjakvetadze                      | Johanna Larsson                            | 6-1, 6-2         | details |
| 19 juli  | Banka Koper Slovenia Open Portorož, Slovenië WTA International Tournaments $220.000 - hardcourt - 32S/32Q/16D     | Maria Kondratjeva Vladimíra Uhlířová   | Anna Tsjakvetadze Marina Erakovic          | 6-4, 2-6, [10-7] | details |
| 19 juli  | Gastein Ladies Bad Gastein, Oostenrijk WTA International Tournaments $220.000 - gravel - 32S/32Q/16D              | Julia Görges                           | Timea Bacsinszky                           | 6-1, 6-4         | details |
| 19 juli  | Gastein Ladies Bad Gastein, Oostenrijk WTA International Tournaments $220.000 - gravel - 32S/32Q/16D              | Lucie Hradecká Anabel Medina Garrigues | Timea Bacsinszky Tathiana Garbin           | 6-7, 6-1, [10-5] | details |
| 26 juli  | Bank of the West Classic Stanford, Verenigde Staten WTA Premier Tournaments $700.000 - hardcourt - 30S/32Q/16D    | Viktoryja Azarenka                     | Maria Sjarapova                            | 6-4, 6-1         | details |
| 26 juli  | Bank of the West Classic Stanford, Verenigde Staten WTA Premier Tournaments $700.000 - hardcourt - 30S/32Q/16D    | Lindsay Davenport Liezel Huber         | Chan Yung-jan Zheng Jie                    | 7-5, 6-7, [10-8] | details |
| 26 juli  | İstanbul Cup Istanbul, Turkije WTA International Tournaments $220.000 - hardcourt - 32S/32Q/16D                   | Anastasija Pavljoetsjenkova            | Jelena Vesnina                             | 5-7, 7-5, 6-4    | details |
| 26 juli  | İstanbul Cup Istanbul, Turkije WTA International Tournaments $220.000 - hardcourt - 32S/32Q/16D                   | Eléni Daniilídou Jasmin Wöhr           | Maria Kondratjeva Vladimíra Uhlířová       | 6-4, 1-6, [11-9] | details |

### Augustus
| Week van                | Toernooi | Winnaar                            | Verliezend finalist                       | Uitslag finale    | Details |
| ----------------------- | --- | ---------------------------------- | ----------------------------------------- | ----------------- | ------- |
| 2 augustus              | Mercury Insurance Open San Diego, Verenigde Staten WTA Premier Tournaments $700.000 - hardcourt - 30S/32Q/16D                   | Svetlana Koeznetsova               | Agnieszka Radwańska                       | 6-4, 6-7, 6-3     | details |
| 2 augustus              | Mercury Insurance Open San Diego, Verenigde Staten WTA Premier Tournaments $700.000 - hardcourt - 30S/32Q/16D                   | Maria Kirilenko Zheng Jie          | Lisa Raymond Rennae Stubbs                | 6-4, 6-4          | details |
| 2 augustus              | e-Boks Danish Open Kopenhagen, Denemarken WTA International Tournaments $220.000 - tapijt (i) - 32S/32Q/16D                     | Caroline Wozniacki                 | Klára Zakopalová                          | 6-2, 7-6          | details |
| 2 augustus              | e-Boks Danish Open Kopenhagen, Denemarken WTA International Tournaments $220.000 - tapijt (i) - 32S/32Q/16D                     | Anna-Lena Grönefeld Julia Görges   | Vitalia Djatsjenko Tatjana Poetsjek       | 6-4, 6-4          | details |
| 9 augustus              | W&S Financial Group Women's Open Cincinnati, Verenigde Staten WTA Premier Five Tournaments $2.000.000 - hardcourt - 56S/32Q/28D | Kim Clijsters                      | Maria Sjarapova                           | 2-6, 7-6, 6-2     | details |
| 9 augustus              | W&S Financial Group Women's Open Cincinnati, Verenigde Staten WTA Premier Five Tournaments $2.000.000 - hardcourt - 56S/32Q/28D | Viktoryja Azarenka Maria Kirilenko | Lisa Raymond Rennae Stubbs                | 7-6, 7-6          | details |
| 16 augustus             | Rogers Cup Montréal, Canada WTA Premier Five Tournaments $2.000.000 - hardcourt - 56S/32Q/28D                                   | Caroline Wozniacki                 | Vera Zvonarjova                           | 6-3, 6-2          | details |
| 16 augustus             | Rogers Cup Montréal, Canada WTA Premier Five Tournaments $2.000.000 - hardcourt - 56S/32Q/28D                                   | Gisela Dulko Flavia Pennetta       | Květa Peschke Katarina Srebotnik          | 7-5, 3-6, [12-10] | details |
| 23 augustus             | Pilot Pen Tennis New Haven, Verenigde Staten WTA Premier Tournaments $600.000 - hardcourt - 30S/32Q/16D                         | Caroline Wozniacki                 | Nadja Petrova                             | 6-3, 3-6, 6-3     | details |
| 23 augustus             | Pilot Pen Tennis New Haven, Verenigde Staten WTA Premier Tournaments $600.000 - hardcourt - 30S/32Q/16D                         | Květa Peschke Katarina Srebotnik   | Bethanie Mattek-Sands Meghann Shaughnessy | 7-5, 6-0          | details |
| 30 augustus 6 september | US Open New York, Verenigde Staten Grand slam $10.258.000 - hardcourt - 128S/128Q/64D/32X                                       | Kim Clijsters                      | Vera Zvonarjova                           | 6-2, 6-1          | details |
| 30 augustus 6 september | US Open New York, Verenigde Staten Grand slam $10.258.000 - hardcourt - 128S/128Q/64D/32X                                       | Vania King Jaroslava Sjvedova      | Liezel Huber Nadja Petrova                | 2-6, 6-4, 7-6     | details |
| 30 augustus 6 september | US Open New York, Verenigde Staten Grand slam $10.258.000 - hardcourt - 128S/128Q/64D/32X                                       | Liezel Huber Bob Bryan             | Květa Peschke Aisam-ul-Haq Qureshi        | 6-4, 6-4          | details |

### September
| Week van     | Toernooi | Winnaar                                   | Verliezend finalist                              | Uitslag finale   | Details |
| ------------ | --- | ----------------------------------------- | ------------------------------------------------ | ---------------- | ------- |
| 13 september | Guangzhou International Women's Open Guangzhou, China WTA International Tournaments $220.000 - hardcourt - 32S/32Q/16D | Jarmila Groth                             | Alla Koedrjavtseva                               | 6-1, 6-4         | details |
| 13 september | Guangzhou International Women's Open Guangzhou, China WTA International Tournaments $220.000 - hardcourt - 32S/32Q/16D | Edina Gallovits Sania Mirza               | Han Xinyun Liu Wanting                           | 7-5, 6-3         | details |
| 13 september | Bell Challenge Québec, Canada WTA International Tournaments $220.000 - tapijt - 32S/32Q/16D                            | Tamira Paszek                             | Bethanie Mattek-Sands                            | 7-6, 2-6, 7-5    | details |
| 13 september | Bell Challenge Québec, Canada WTA International Tournaments $220.000 - tapijt - 32S/32Q/16D                            | Sofia Arvidsson Johanna Larsson           | Bethanie Mattek-Sands Barbora Záhlavová-Strýcová | 6-1, 2-6, [10-6] | details |
| 20 september | Hansol Korea Open Seoel, Zuid-Korea WTA International Tournaments $220.000 - hardcourt - 32S/32Q/16D                   | Alisa Klejbanova                          | Klára Zakopalová                                 | 6-1, 6-3         | details |
| 20 september | Hansol Korea Open Seoel, Zuid-Korea WTA International Tournaments $220.000 - hardcourt - 32S/32Q/16D                   | Julia Görges Polona Hercog                | Natalie Grandin Vladimíra Uhlířová               | 6-3, 6-4         | details |
| 20 september | Tashkent Open Tasjkent, Oezbekistan WTA International Tournaments $220.000 - hardcourt - 32S/32Q/16D                   | Alla Koedrjavtseva                        | Jelena Vesnina                                   | 6-4, 6-4         | details |
| 20 september | Tashkent Open Tasjkent, Oezbekistan WTA International Tournaments $220.000 - hardcourt - 32S/32Q/16D                   | Aleksandra Panova Tatjana Poetsjek        | Alexandra Dulgheru Magdaléna Rybáriková          | 6-3, 6-4         | details |
| 27 september | Toray Pan Pacific Open Tokio, Japan WTA Premier Five Tournaments $2.000.000 - hardcourt - 56S/32Q/16D                  | Caroline Wozniacki                        | Jelena Dementjeva                                | 1-6, 6-2, 6-3    | details |
| 27 september | Toray Pan Pacific Open Tokio, Japan WTA Premier Five Tournaments $2.000.000 - hardcourt - 56S/32Q/16D                  | Iveta Benešová Barbora Záhlavová-Strýcová | Shahar Peer Peng Shuai                           | 6-4, 4-6, [10-8] | details |

### Oktober
| Week van   | Toernooi | Winnaar                                    | Verliezend finalist                       | Uitslag finale   | Details |
| ---------- | --- | ------------------------------------------ | ----------------------------------------- | ---------------- | ------- |
| 4 oktober  | China Open Peking, China WTA Premier Mandatory Tournaments $4.500.000 - hardcourt - 56S/32Q/28D               | Caroline Wozniacki                         | Vera Zvonarjova                           | 6-3, 3-6, 6-3    | details |
| 4 oktober  | China Open Peking, China WTA Premier Mandatory Tournaments $4.500.000 - hardcourt - 56S/32Q/28D               | Chuang Chia-jung Volha Havartsova          | Gisela Dulko Flavia Pennetta              | 7-6, 1-6, [10-7] | details |
| 11 oktober | Generali Ladies Linz Linz, Oostenrijk WTA International Tournaments $220.000 - hardcourt (i) - 32S/32Q/16D    | Ana Ivanović                               | Patty Schnyder                            | 6-1, 6-2         | details |
| 11 oktober | Generali Ladies Linz Linz, Oostenrijk WTA International Tournaments $220.000 - hardcourt (i) - 32S/32Q/16D    | Renata Voráčová Barbora Záhlavová-Strýcová | Květa Peschke Katarina Srebotnik          | 7-5, 7-6         | details |
| 11 oktober | HP Open Osaka, Japan WTA International Tournaments $220.000 - hardcourt - 32S/32Q/16D                         | Tamarine Tanasugarn                        | Kimiko Date-Krumm                         | 7-5, 6-7, 6-1    | details |
| 11 oktober | HP Open Osaka, Japan WTA International Tournaments $220.000 - hardcourt - 32S/32Q/16D                         | Chang Kai-chen Lilia Osterloh              | Shuko Aoyama Rika Fujiwara                | 6-0, 6-3         | details |
| 18 oktober | Kremlin Cup Moskou, Rusland WTA Premier Tournaments $1.000.000 - hardcourt (i) - 32S/32Q/16D                  | Viktoryja Azarenka                         | Maria Kirilenko                           | 6-3, 6-4         | details |
| 18 oktober | Kremlin Cup Moskou, Rusland WTA Premier Tournaments $1.000.000 - hardcourt (i) - 32S/32Q/16D                  | Gisela Dulko Flavia Pennetta               | Sara Errani María José Martínez Sánchez   | 6-3, 2-6, [10-6] | details |
| 18 oktober | BGL Luxembourg Open Luxemburg, Luxemburg WTA International Tournaments $220.000 - hardcourt (i) - 32S/32Q/16D | Roberta Vinci                              | Julia Görges                              | 6-3, 6-4         | details |
| 18 oktober | BGL Luxembourg Open Luxemburg, Luxemburg WTA International Tournaments $220.000 - hardcourt (i) - 32S/32Q/16D | Timea Bacsinszky Tathiana Garbin           | Iveta Benešová Barbora Záhlavová-Strýcová | 6-4, 6-4         | details |
| 25 oktober | Sony Ericsson Championships Doha, Qatar Officieus wereldkampioenschap $4.550.000 - hardcourt - 8S (RR)/4D     | Kim Clijsters                              | Caroline Wozniacki                        | 6-3, 5-7, 6-3    | details |
| 25 oktober | Sony Ericsson Championships Doha, Qatar Officieus wereldkampioenschap $4.550.000 - hardcourt - 8S (RR)/4D     | Gisela Dulko Flavia Pennetta               | Květa Peschke Katarina Srebotnik          | 7-5, 6-4         | details |

### November
| Week van   | Toernooi                                                                                  | Winnaar      | Verliezend finalist | Uitslag finale | Details |
| ---------- | ----------------------------------------------------------------------------------------- | ------------ | ------------------- | -------------- | ------- |
| 1 november | Tournament of Champions Bali, Indonesië Eindejaarskampioenschap $600.000 - hardcourt - 8S | Ana Ivanović | Alisa Klejbanova    | 6-2, 7-6       | details |
| 1 november | Fed Cup (finale)                                                                          | Italië       | Verenigde Staten    | 3-1            | details |

### December
In december werden geen toernooien georganiseerd.

## Primeurs
Speelsters die in 2010 hun eerste WTA-enkelspeltitel wonnen:
- Mariana Duque Mariño (Colombia) in Bogota, Colombia
- Alisa Klejbanova (Rusland) in Kuala Lumpur, Maleisië
- Anastasija Pavljoetsjenkova (Rusland) in Monterrey, Mexico
- Anastasija Sevastova (Letland) in Estoril, Portugal
- Jekaterina Makarova (Rusland) in Eastbourne, VK
- Kaia Kanepi (Estland) in Palermo, Italië
- Julia Görges (Duitsland) in Bad Gastein, Oostenrijk
- Jarmila Groth (Australië) in Guangzhou, China
- Alla Koedrjavtseva (Rusland) in Tasjkent, Oezbekistan

## Statistieken (toernooien)

### Toernooien per ondergrond
| ondergrond   | aantal | buiten/binnen | aantal |
| ------------ | ------ | ------------- | ------ |
| hardcourt    | 33     | buiten        | 26     |
| hardcourt    | 33     | binnen        | 7      |
| gravel       | 18     | buiten        | 17     |
| gravel       | 18     | binnen        | 1      |
| groen gravel | 1      | buiten        | 1      |
| gras         | 4      | buiten        | 4      |
| tapijt       | 2      | binnen        | 2      |
| TOTAAL       | 58     |               |        |

## Statistieken (speelsters)

### Enkelspel
| Speler                      | Grandslam | Grandslam | Year-End Championships | Year-End Championships | Premier Mandatory | Premier Mandatory | Premier Five | Premier Five | Premier | Premier | International | International | Gewonnen toernooien |
| Speler                      | Winst     | R-up      | Winst                  | R-up                   | Winst             | R-up              | Winst        | R-up         | Winst   | R-up    | Winst         | R-up          | Gewonnen toernooien |
| --------------------------- | --------- | --------- | ---------------------- | ---------------------- | ----------------- | ----------------- | ------------ | ------------ | ------- | ------- | ------------- | ------------- | ------------------- |
| Caroline Wozniacki          |           |           |                        | 1                      | 1                 | 1                 | 2            |              | 1       |         | 2             |               | 6                   |
| Kim Clijsters               | 1         |           | 1                      |                        | 1                 |                   | 1            |              |         |         | 1             |               | 5                   |
| Serena Williams             | 2         |           |                        |                        |                   |                   |              |              |         | 1       |               |               | 2                   |
| Francesca Schiavone         | 1         |           |                        |                        |                   |                   |              |              |         |         | 1             |               | 2                   |
| Ana Ivanović                |           |           | 1                      |                        |                   |                   |              |              |         |         | 1             |               | 2                   |
| Aravane Rezaï               |           |           |                        |                        | 1                 |                   |              |              |         |         | 1             |               | 2                   |
| Venus Williams              |           |           |                        |                        |                   | 2                 | 1            |              |         |         | 1             |               | 2                   |
| Viktoryja Azarenka          |           |           |                        |                        |                   |                   |              | 1            | 2       | 1       |               |               | 2                   |
| Jelena Dementjeva           |           |           |                        |                        |                   |                   |              | 1            | 2       |         |               | 1             | 2                   |
| Justine Henin               |           | 1         |                        |                        |                   |                   |              |              | 1       |         | 1             | 1             | 2                   |
| Alisa Klejbanova            |           |           |                        | 1                      |                   |                   |              |              |         |         | 2             |               | 2                   |
| Maria Sjarapova             |           |           |                        |                        |                   |                   |              | 1            |         | 1       | 2             | 1             | 2                   |
| Anastasija Pavljoetsjenkova |           |           |                        |                        |                   |                   |              |              |         |         | 2             |               | 2                   |
| Ágnes Szávay                |           |           |                        |                        |                   |                   |              |              |         |         | 2             |               | 2                   |
| Jelena Janković             |           |           |                        |                        | 1                 |                   |              | 1            |         |         |               |               | 1                   |
| María José Martínez Sánchez |           |           |                        |                        |                   |                   | 1            |              |         |         |               |               | 1                   |
| Samantha Stosur             |           | 1         |                        |                        |                   |                   |              |              | 1       | 1       |               |               | 1                   |
| Alexandra Dulgheru          |           |           |                        |                        |                   |                   |              |              | 1       |         |               |               | 1                   |
| Svetlana Koeznetsova        |           |           |                        |                        |                   |                   |              |              | 1       |         |               |               | 1                   |
| Jekaterina Makarova         |           |           |                        |                        |                   |                   |              |              | 1       |         |               |               | 1                   |
| Vera Zvonarjova             |           | 2         |                        |                        |                   | 1                 |              | 1            |         | 1       | 1             |               | 1                   |
| Flavia Pennetta             |           |           |                        |                        |                   |                   |              |              |         |         | 1             | 2             | 1                   |
| Julia Görges                |           |           |                        |                        |                   |                   |              |              |         |         | 1             | 1             | 1                   |
| Alla Koedrjavtseva          |           |           |                        |                        |                   |                   |              |              |         |         | 1             | 1             | 1                   |
| Roberta Vinci               |           |           |                        |                        |                   |                   |              |              |         |         | 1             | 1             | 1                   |
| Iveta Benešová              |           |           |                        |                        |                   |                   |              |              |         |         | 1             |               | 1                   |
| Aljona Bondarenko           |           |           |                        |                        |                   |                   |              |              |         |         | 1             |               | 1                   |
| Anna Tsjakvetadze           |           |           |                        |                        |                   |                   |              |              |         |         | 1             |               | 1                   |
| Mariana Duque Mariño        |           |           |                        |                        |                   |                   |              |              |         |         | 1             |               | 1                   |
| Jarmila Groth               |           |           |                        |                        |                   |                   |              |              |         |         | 1             |               | 1                   |
| Kaia Kanepi                 |           |           |                        |                        |                   |                   |              |              |         |         | 1             |               | 1                   |
| Li Na                       |           |           |                        |                        |                   |                   |              |              |         |         | 1             |               | 1                   |
| Tamira Paszek               |           |           |                        |                        |                   |                   |              |              |         |         | 1             |               | 1                   |
| Anastasija Sevastova        |           |           |                        |                        |                   |                   |              |              |         |         | 1             |               | 1                   |
| Tamarine Tanasugarn         |           |           |                        |                        |                   |                   |              |              |         |         | 1             |               | 1                   |
| Yanina Wickmayer            |           |           |                        |                        |                   |                   |              |              |         |         | 1             |               | 1                   |
| Maria Kirilenko             |           |           |                        |                        |                   |                   |              |              |         | 1       |               |               |                     |
| Nadja Petrova               |           |           |                        |                        |                   |                   |              |              |         | 1       |               |               |                     |
| Agnieszka Radwańska         |           |           |                        |                        |                   |                   |              |              |         | 1       |               |               |                     |
| Lucie Šafářová              |           |           |                        |                        |                   |                   |              |              |         | 1       |               |               |                     |
| Zheng Jie                   |           |           |                        |                        |                   |                   |              |              |         | 1       |               |               |                     |
| Patty Schnyder              |           |           |                        |                        |                   |                   |              |              |         |         |               | 2             |                     |
| Jelena Vesnina              |           |           |                        |                        |                   |                   |              |              |         |         |               | 2             |                     |
| Klára Zakopalová            |           |           |                        |                        |                   |                   |              |              |         |         |               | 2             |                     |
| Sofia Arvidsson             |           |           |                        |                        |                   |                   |              |              |         |         |               | 1             |                     |
| Timea Bacsinszky            |           |           |                        |                        |                   |                   |              |              |         |         |               | 1             |                     |
| Kristina Barrois            |           |           |                        |                        |                   |                   |              |              |         |         |               | 1             |                     |
| Kimiko Date-Krumm           |           |           |                        |                        |                   |                   |              |              |         |         |               | 1             |                     |
| Gisela Dulko                |           |           |                        |                        |                   |                   |              |              |         |         |               | 1             |                     |
| Volha Havartsova            |           |           |                        |                        |                   |                   |              |              |         |         |               | 1             |                     |
| Simona Halep                |           |           |                        |                        |                   |                   |              |              |         |         |               | 1             |                     |
| Daniela Hantuchová          |           |           |                        |                        |                   |                   |              |              |         |         |               | 1             |                     |
| Polona Hercog               |           |           |                        |                        |                   |                   |              |              |         |         |               | 1             |                     |
| Angelique Kerber            |           |           |                        |                        |                   |                   |              |              |         |         |               | 1             |                     |
| Johanna Larsson             |           |           |                        |                        |                   |                   |              |              |         |         |               | 1             |                     |
| Bethanie Mattek-Sands       |           |           |                        |                        |                   |                   |              |              |         |         |               | 1             |                     |
| Arantxa Parra Santonja      |           |           |                        |                        |                   |                   |              |              |         |         |               | 1             |                     |
| Shahar Peer                 |           |           |                        |                        |                   |                   |              |              |         |         |               | 1             |                     |
| Andrea Petković             |           |           |                        |                        |                   |                   |              |              |         |         |               | 1             |                     |
| Carla Suárez Navarro        |           |           |                        |                        |                   |                   |              |              |         |         |               | 1             |                     |
| Tamarine Tanasugarn         |           |           |                        |                        |                   |                   |              |              |         |         |               | 1             |                     |
| Barbora Záhlavová-Strýcová  |           |           |                        |                        |                   |                   |              |              |         |         |               | 1             |                     |

### Dubbelspel
| Speler                      | Grandslam | Grandslam | Year-End Championships | Year-End Championships | Premier Mandatory | Premier Mandatory | Premier Five | Premier Five | Premier | Premier | International | International | Gewonnen toernooien |
| Speler                      | Winst     | R-up      | Winst                  | R-up                   | Winst             | R-up              | Winst        | R-up         | Winst   | R-up    | Winst         | R-up          | Gewonnen toernooien |
| --------------------------- | --------- | --------- | ---------------------- | ---------------------- | ----------------- | ----------------- | ------------ | ------------ | ------- | ------- | ------------- | ------------- | ------------------- |
| Gisela Dulko                |           |           | 1                      |                        | 1                 | 2                 | 2            |              | 2       |         | 2             |               | 8                   |
| Flavia Pennetta             |           |           | 1                      |                        | 1                 | 2                 | 2            |              | 2       |         | 1             |               | 7                   |
| Barbora Záhlavová-Strýcová  |           |           |                        |                        |                   |                   | 1            |              | 1       |         | 3             | 3             | 5                   |
| Vania King                  | 2         |           |                        |                        |                   |                   |              |              |         | 1       | 2             | 2             | 4                   |
| Iveta Benešová              |           |           |                        |                        |                   |                   | 1            |              | 1       |         | 2             | 1             | 4                   |
| Liezel Huber                |           | 2         |                        |                        |                   |                   |              |              | 3       | 1       | 1             | 1             | 4                   |
| Serena Williams             | 2         |           |                        |                        | 1                 |                   |              |              |         |         |               |               | 3                   |
| Venus Williams              | 2         |           |                        |                        | 1                 |                   |              |              |         |         |               |               | 3                   |
| Květa Peschke               |           | 1         |                        | 1                      | 1                 |                   |              | 2            | 1       | 2       | 1             | 1             | 3                   |
| Cara Black                  |           | 1         |                        |                        |                   |                   |              |              | 1       | 2       | 2             |               | 3                   |
| Sara Errani                 |           |           |                        |                        |                   |                   |              |              |         | 1       | 3             | 1             | 3                   |
| Tathiana Garbin             |           |           |                        |                        |                   |                   |              |              |         | 1       | 3             | 2             | 3                   |
| Timea Bacsinszky            |           |           |                        |                        |                   |                   |              |              |         |         | 3             | 2             | 3                   |
| Anabel Medina Garrigues     |           |           |                        |                        |                   |                   |              |              |         |         | 3             | 1             | 3                   |
| Jaroslava Sjvedova          | 2         |           |                        |                        |                   |                   |              |              |         |         |               | 2             | 2                   |
| Katarina Srebotnik          |           | 1         |                        | 1                      | 1                 |                   |              | 2            | 1       | 2       |               | 1             | 2                   |
| Chuang Chia-jung            |           |           |                        |                        | 1                 |                   |              |              |         |         | 1             | 1             | 2                   |
| Maria Kirilenko             |           |           |                        |                        |                   |                   | 1            |              | 1       |         |               |               | 2                   |
| Lisa Raymond                |           |           |                        |                        |                   |                   |              | 1            | 1       | 1       | 1             |               | 2                   |
| Zheng Jie                   |           |           |                        |                        |                   |                   |              |              | 1       | 1       | 1             |               | 2                   |
| Julia Görges                |           |           |                        |                        |                   |                   |              |              |         |         | 2             | 1             | 2                   |
| Lucie Hradecká              |           |           |                        |                        |                   |                   |              |              |         |         | 2             | 1             | 2                   |
| Roberta Vinci               |           |           |                        |                        |                   |                   |              |              |         |         | 2             | 1             | 2                   |
| Edina Gallovits             |           |           |                        |                        |                   |                   |              |              |         |         | 2             |               | 2                   |
| Polona Hercog               |           |           |                        |                        |                   |                   |              |              |         |         | 2             |               | 2                   |
| Volha Havartsova            |           |           |                        |                        | 1                 |                   |              |              |         |         |               |               | 1                   |
| María José Martínez Sánchez |           |           |                        |                        |                   |                   | 1            | 1            |         | 1       |               |               | 1                   |
| Nuria Llagostera Vives      |           |           |                        |                        |                   |                   | 1            | 1            |         |         |               |               | 1                   |
| Viktoryja Azarenka          |           |           |                        |                        |                   |                   | 1            |              |         |         |               |               | 1                   |
| Nadja Petrova               |           | 1         |                        |                        |                   | 2                 |              |              | 1       | 1       |               |               | 1                   |
| Rennae Stubbs               |           |           |                        |                        |                   |                   |              | 1            | 1       | 1       |               |               | 1                   |
| Meghann Shaughnessy         |           |           |                        |                        |                   |                   |              |              | 1       | 1       |               | 1             | 1                   |
| Lindsay Davenport           |           |           |                        |                        |                   |                   |              |              | 1       |         |               |               | 1                   |
| Virginia Ruano Pascual      |           |           |                        |                        |                   |                   |              |              | 1       |         |               |               | 1                   |
| Bethanie Mattek-Sands       |           |           |                        |                        |                   |                   |              |              |         | 1       | 1             | 3             | 1                   |
| Chan Yung-jan               |           |           |                        |                        |                   |                   |              |              |         | 1       | 1             | 1             | 1                   |
| Michaëlla Krajicek          |           |           |                        |                        |                   |                   |              |              |         | 1       | 1             |               | 1                   |
| Yan Zi                      |           |           |                        |                        |                   |                   |              |              |         | 1       | 1             |               | 1                   |
| Maria Kondratjeva           |           |           |                        |                        |                   |                   |              |              |         |         | 1             | 2             | 1                   |
| Anastasia Rodionova         |           |           |                        |                        |                   |                   |              |              |         |         | 1             | 2             | 1                   |
| Vladimíra Uhlířová          |           |           |                        |                        |                   |                   |              |              |         |         | 1             | 2             | 1                   |
| Renata Voráčová             |           |           |                        |                        |                   |                   |              |              |         |         | 1             | 2             | 1                   |
| Sorana Cîrstea              |           |           |                        |                        |                   |                   |              |              |         |         | 1             | 1             | 1                   |
| Marina Erakovic             |           |           |                        |                        |                   |                   |              |              |         |         | 1             | 1             | 1                   |
| Anna-Lena Grönefeld         |           |           |                        |                        |                   |                   |              |              |         |         | 1             | 1             | 1                   |
| Alla Koedrjavtseva          |           |           |                        |                        |                   |                   |              |              |         |         | 1             | 1             | 1                   |
| Tatjana Poetsjek            |           |           |                        |                        |                   |                   |              |              |         |         | 1             | 1             | 1                   |
| Sofia Arvidsson             |           |           |                        |                        |                   |                   |              |              |         |         | 1             |               | 1                   |
| Alberta Brianti             |           |           |                        |                        |                   |                   |              |              |         |         | 1             |               | 1                   |
| Chang Kai-chen              |           |           |                        |                        |                   |                   |              |              |         |         | 1             |               | 1                   |
| Alizé Cornet                |           |           |                        |                        |                   |                   |              |              |         |         | 1             |               | 1                   |
| Eléni Daniilídou            |           |           |                        |                        |                   |                   |              |              |         |         | 1             |               | 1                   |
| Andrea Hlaváčková           |           |           |                        |                        |                   |                   |              |              |         |         | 1             |               | 1                   |
| Johanna Larsson             |           |           |                        |                        |                   |                   |              |              |         |         | 1             |               | 1                   |
| Sania Mirza                 |           |           |                        |                        |                   |                   |              |              |         |         | 1             |               | 1                   |
| Lilia Osterloh              |           |           |                        |                        |                   |                   |              |              |         |         | 1             |               | 1                   |
| Aleksandra Panova           |           |           |                        |                        |                   |                   |              |              |         |         | 1             |               | 1                   |
| Tamarine Tanasugarn         |           |           |                        |                        |                   |                   |              |              |         |         | 1             |               | 1                   |
| Jasmin Wöhr                 |           |           |                        |                        |                   |                   |              |              |         |         | 1             |               | 1                   |
| Jelena Vesnina              |           | 1         |                        |                        |                   |                   |              |              |         |         |               |               |                     |
| Vera Zvonarjova             |           | 1         |                        |                        |                   |                   |              |              |         |         |               |               |                     |
| Samantha Stosur             |           |           |                        |                        |                   | 2                 |              |              |         |         |               |               |                     |
| Peng Shuai                  |           |           |                        |                        |                   |                   |              | 1            |         |         |               | 1             |                     |
| Shahar Peer                 |           |           |                        |                        |                   |                   |              | 1            |         |         |               |               |                     |
| Anna Tsjakvetadze           |           |           |                        |                        |                   |                   |              |              |         |         |               | 2             |                     |
| Vitalia Djatsjenko          |           |           |                        |                        |                   |                   |              |              |         |         |               | 2             |                     |
| Natalie Grandin             |           |           |                        |                        |                   |                   |              |              |         |         |               | 2             |                     |
| Monica Niculescu            |           |           |                        |                        |                   |                   |              |              |         |         |               | 2             |                     |
| Shuko Aoyama                |           |           |                        |                        |                   |                   |              |              |         |         |               | 1             |                     |
| Jill Craybas                |           |           |                        |                        |                   |                   |              |              |         |         |               | 1             |                     |
| Melinda Czink               |           |           |                        |                        |                   |                   |              |              |         |         |               | 1             |                     |
| Alexandra Dulgheru          |           |           |                        |                        |                   |                   |              |              |         |         |               | 1             |                     |
| Rika Fujiwara               |           |           |                        |                        |                   |                   |              |              |         |         |               | 1             |                     |
| Laura Granville             |           |           |                        |                        |                   |                   |              |              |         |         |               | 1             |                     |
| Han Xinyun                  |           |           |                        |                        |                   |                   |              |              |         |         |               | 1             |                     |
| Liu Wanting                 |           |           |                        |                        |                   |                   |              |              |         |         |               | 1             |                     |
| Arantxa Parra Santonja      |           |           |                        |                        |                   |                   |              |              |         |         |               | 1             |                     |
| Ksenija Pervak              |           |           |                        |                        |                   |                   |              |              |         |         |               | 1             |                     |
| Arina Rodionova             |           |           |                        |                        |                   |                   |              |              |         |         |               | 1             |                     |
| Magdaléna Rybáriková        |           |           |                        |                        |                   |                   |              |              |         |         |               | 1             |                     |
| Olha Savtsjoek              |           |           |                        |                        |                   |                   |              |              |         |         |               | 1             |                     |
| Ágnes Szávay                |           |           |                        |                        |                   |                   |              |              |         |         |               | 1             |                     |
| Aurélie Védy                |           |           |                        |                        |                   |                   |              |              |         |         |               | 1             |                     |
| Anastasija Jakimava         |           |           |                        |                        |                   |                   |              |              |         |         |               | 1             |                     |

1971 · 1972 · 1973 · 1974 · 1975 · 1976 · 1977 · 1978 · 1979 · 1980 · 1981 · 1982 · 1983 · 1984 · 1985 · 1986 · 1987 · 1988 · 1989 · 1990 · 1991 · 1992 · 1993 · 1994 · 1995 · 1996 · 1997 · 1998 · 1999 · 2000 · 2001 · 2002 · 2003 · 2004 · 2005 · 2006 · 2007 · 2008 · 2009 · 2010 · 2011 · 2012 · 2013 · 2014 · 2015 · 2016 · 2017 · 2018 · 2019 · 2020 · 2021 · 2022 · 2023 · 2024 · 2025